# تومازو آریگونی
تومازو آریگونی (ایتالیایی: Tommaso Arrigoni؛ ‏ تلفظ ایتالیایی: [tomˈmaːzo]؛ زادهٔ ۲۶ فوریهٔ ۱۹۹۴) بازیکن فوتبال اهل ایتالیا است.
از باشگاه‌هایی که در آن بازی کرده‌است می‌توان به باشگاه فوتبال کومو، باشگاه فوتبال چزنا، باشگاه فوتبال اسپال، و باشگاه فوتبال روبور سیه‌نا اشاره کرد.